# توکرم
توکرم (انگلیسی: Tukaram؛ ۱۵۹۸ یا ۱۶۰۸ – ۱۶۴۹ یا ۱۶۵۰) یک شاعر، و نویسنده اهل هند بود.